# Museo diocesano di Pesaro
Il Museo diocesano di Pesaro è stato inaugurato nel 2006, in seguito al percorso di allestimento voluto negli dagli arcivescovi di Pesaro, prima Gaetano Michetti, poi Angelo Bagnasco ed infine Piero Coccia, allo scopo di preservare i reperti storici e religiosi del territorio pesarese fin dall'Età Antica appartenenti all'arcidiocesi di Pesaro. Ne è nato quindi un polo museale tra i più importanti della città per via della presenza in esposizione di elementi di rarità e valore quasi unici anche nel panorama internazionale.
È stato collocato nel palazzo del Seminario, edificato nel 1788 ad opera degli architetti Gianandrea Lazzarini (padre di Giovanni Lazzarini, anch'egli architetto) e Giovanni Antinori esattamente di fronte al duomo della città di Pesaro.

## Sale e collezioni

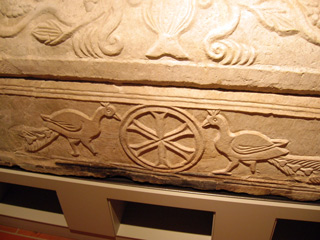
Dettaglio del Sarcofago di San Decenzio

Il museo si distribuisce in sei grandi sale, ramificate tra il pianterreno e gli antichi sotterranei del palazzo, raggruppate in due sezioni: la prima di carattere archeologico (tre sale) e la seconda di tipo storico-culturale (sei sale), in cui la presenza di reperti religiosi risulta chiaramente più pervasiva.
Tra le opere di maggior rilievo in esposizione si possono ricordare il sarcofago di San Decenzio di Ginestreto, risalente all'VIII secolo, con evidenti influssi longobardi nella decorazione; alcuni frammenti dell'originale tappeto musivo della vicina cattedrale, risalenti al IV secolo, in epoca paleocristiana; una rarissima pisside eburnea bizantina del VI secolo, probabilmente di origini ravennati; le innumerevoli statue lignee del periodo rinascimentale e barocco Pesarese ed Urbinate.